# Park Si-eun (attrice 1980)
Park Si-eun (박시은?, Bak Si-eunLR), pseudonimo di Park Eun-young (박은영?, Bak Eun-yeongLR; Corea del Sud, 6 gennaio 1980), è un'attrice sudcoreana.
Ha interpretato la protagonista nei drama coreani Saranghaennabwa (2012) e Nae son-eul jab-a (2013). Nel dicembre 2014 annunciò il fidanzamento con l'attore Jin Tae-hyun, con il quale aveva recitato in Hobakkkot Sun-jeong. La coppia si sposò a luglio 2015.

## Filmografia

### Cinema
- Ga-eul i-yagi (가을 이야기?), regia di Kim Jung-kwon (2009)

### Televisione
- Kim Chang-wan-ui i-yagi set (김창완의 이야기 셋?) – serial TV (1998)
- Hakgyo (학교?) – serial TV (1999)
- Namja set yeoja set (남자 셋 여자 셋?) – serial TV (1999)
- Jump (점프?) – serial TV (1999)
- Wangrong-ui daeji (왕룽의 대지?) – serial TV (2000)
- Chakhan namja (착한 남자?) – serial TV (2000)
- LA Arirang (LA아리랑?) – serial TV (2000)
- Beotkkonnamu araeseo (벚꽃나무 아래서?) – film TV (2000)
- Deog-i (덕이?) – serial TV (2000)
- Nonstop (논스톱?) – serial TV (2000)
- Se chingu (세 친구?) – serial TV (2000)
- Eomma-ya nuna-ya (엄마야 누나야?) – serial TV (2000)
- Meotjin chingudeul (멋진 친구들 시즌 2?) – serial TV (2001)
- Thanks To – film TV (2001)
- Seonmul (선물?) – serial TV (2002)
- Geochim-ebneun sarang (거침없는 사랑?) – serial TV (2002)
- Bulmyeongjeung-ege (불면증에게?) – film TV (2003)
- Cheonsaeng-yeonbun (천생연분?) – serial TV (2004)
- Toji (토지?) – serial TV (2005)
- Gwaegeol Chunhyang (쾌걸 춘향?) – serial TV (2005)
- Dr. Kkaeng (Dr.깽?) – serial TV (2006)
- Dorosireul chaj-ara (도로시를 찾아라?) – serial TV (2006)
- Cheonchu taehu (천추태후?) – serial TV (2009)
- Hobakkkot Sun-jeong (호박꽃 순정?) – serial TV (2010)
- Aejeongmanmanse (애정만만세?) – serial TV (2011)
- Oneulman gat-ara (오늘만 같아라?) – serial TV (2011)
- Abeojiga mi-anhada (아버지가 미안하다?) – serial TV (2012)
- Chin-ehaneun dangsin-ege (친애하는 당신에게?) – serial TV (2012)
- Saranghaennabwa (사랑했나봐?) – serial TV (2012)
- Nae son-eul jab-a (내 손을 잡아?) – serial TV (2013)
- Dar-ui yeon-in - Bobogyeongsim ryeo (달의 연인 - 보보경심 려?) – serial TV (2016)
- Hunjang Oh Sun-nam (훈장 오순남?) – serial TV (2017)

## Riconoscimenti
- MBC Drama Awards
  - 2013 – Candidatura Premio all'eccellenza, attrice in un drama seriale per Nae son-eul jab-a
  - 2014 – Candidatura Premio all'eccellenza, attrice in un drama seriale per Nae son-eul jab-a
  - 2017 – Candidatura Premio all'eccellenza, attrice in un drama seriale per Hunjang Oh Sun-nam